# Парк культуры и отдыха

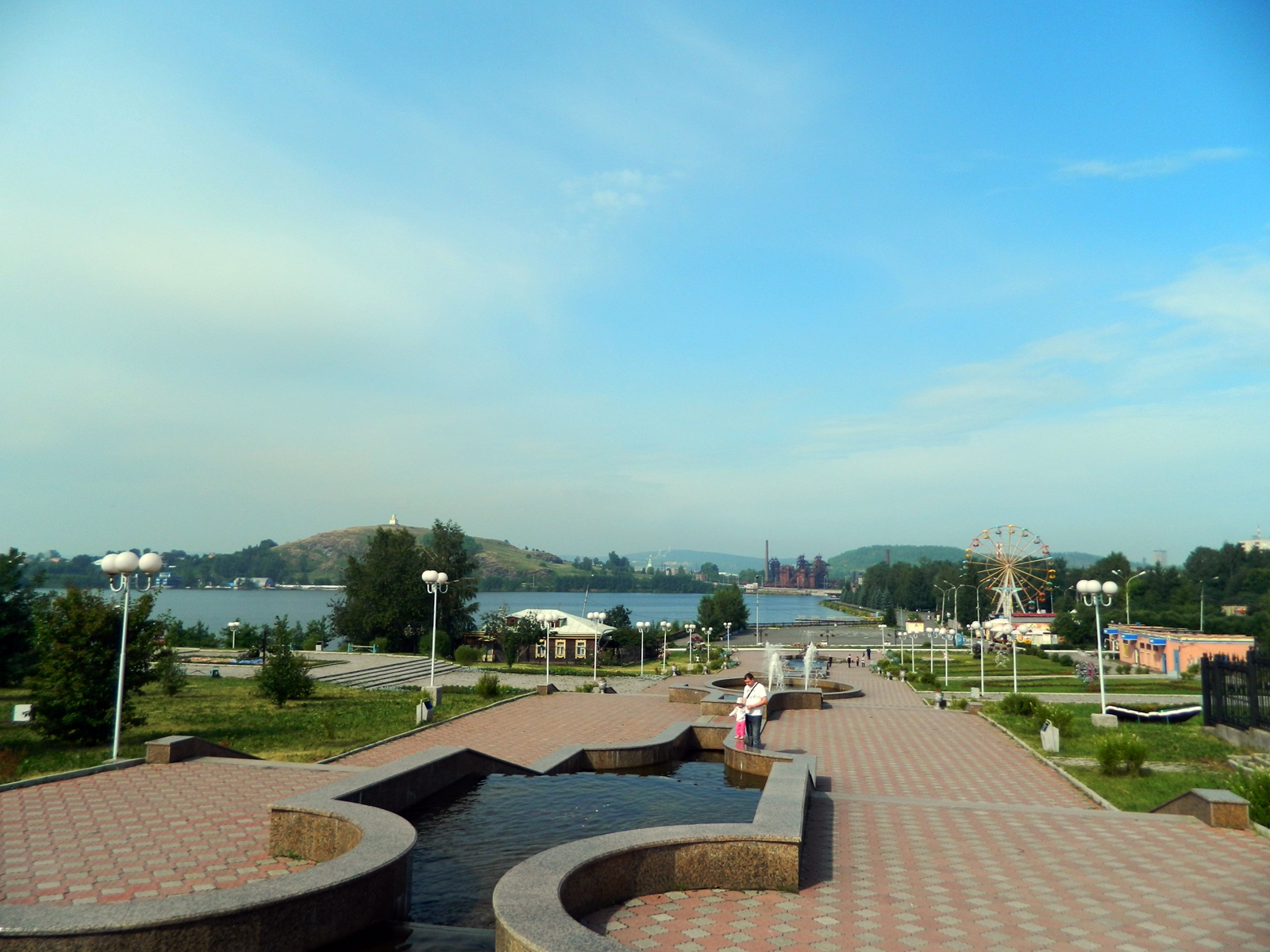
Центральный парк культуры и отдыха имени Бондина в Нижнем Тагиле

Парки культуры и отдыха — культурно-просветительские учреждения в странах бывшего СССР и других социалистических стран.
Парки культуры и отдыха обычно размещаются в населённых пунктах на территории садово-парковых либо лесных участков. Крупные парки в советский период зачастую имели свои летние театры, лектории, читальни, аттракционы, танцевальные залы, а также базы проката различного спортивного и культурного инвентаря. В парках работали тиры, детские городки и спортивные площадки, зимой — лыжные базы и катки, детские городки и площадки. На водоёмах у парков работали лодочные станции.
Парки культуры и отдыха выполняли массово-политическую, культурно-просветительскую и физкультурно-оздоровительную работу. Здесь проводились выставки, народные гулянья, государственные и спортивные праздники, в летних театрах организовывались показы спектаклей, концертов и кинофильмов. В парках также действовали различные курсы и кружки, группы здоровья и спорта.